# Stadiumi Kastrioti
Lo stadio Stadiumi Kastrioti è un impianto sportivo situato ad Krujë in Albania ristrutturato nel 2008.
Usato prevalentemente per il calcio è lo stadio di casa delle squadra del Klubi Sportiv Kastrioti.
L'impianto ha una capacità di 8.400 posti a sedere ed è omologato per la Kategoria Superiore.
Il campo da gioco è completamente in erba naturale e misura 65x105 m.